# Fosse no 3 des mines de Ligny-lès-Aire
La fosse no 3 de la Compagnie des mines de Ligny-lès-Aire est un ancien charbonnage du Bassin minier du Nord-Pas-de-Calais, situé à Auchy-au-Bois. Le fonçage de ce puits débute le 1er avril 1927 et l'extraction commence en mai 1929. Pendant les travaux, une ancienne fosse de la Compagnie des mines d'Auchy-au-Bois est reprise après plus d'un quart de siècle d'abandon et devient le puits d'aérage no 3 bis.
La Compagnie des mines de Ligny-lès-Aire est nationalisée en 1946, et intègre le Groupe d'Auchel. La production étant trop faible, la fosse est fermée en 1950, en même temps que la fosse no 2 - 2 bis, et le puits comblé.
Au début du XXIe siècle, Charbonnages de France matérialise la tête du puits no 3. Il subsiste un seul bâtiment de la fosse. Le terril conique no 34 a été inscrit le 30 juin 2012 sur la liste du patrimoine mondial de l'Unesco.

## La fosse

### Fonçage
Alors que la Compagnie des mines de Ligny-lès-Aire possède déjà les fosses nos 1 - 1 bis et 2 - 2 bis en activité, elle décide d'ouvrir à Auchy-au-Bois une nouvelle fosse à 4 785 mètres au sud-est de la première et à 3 260 mètres de la seconde, de sorte à former un alignement entre ces trois fosses. Le fonçage commence le 1er avril 1927 et est continué jusqu'à la profondeur de 483 mètres. Le puits est cuvelé en béton armé.
En parallèle, l'ancienne fosse no 2 des mines d'Auchy-au-Bois, située dans la même commune et abandonnée depuis 1900, est remise en service à partir de 1927, et devient la fosse no 3 bis des mines de Ligny-lès-Aire. Elle est située à 1 055 mètres à l'est du puits no 3,.
Il est également à signaler que la fosse no 3 a été entreprise à 210 mètres à l'est de l'avaleresse ouverte par la Société de l'Éclaireur du Pas-de-Calais en 1861 et abandonnée l'année suivante à la profondeur de 47,50 mètres, étant donné que les terrains qu'elle était destinée exploiter ont été concédés à la Compagnie des mines d'Auchy-au-Bois par le décret d'extension de la concession en date du 22 avril 1863.

### Exploitation
La fosse no 3 commence à produire en mai 1929, tandis que la fosse no 3 bis assure l'aérage, moins d'un an après l'abandon de la fosse no 1 - 1 bis, située à Enquin-les-Mines, et arrêtée en 1928.
La Compagnie des mines de Ligny-lès-Aire est nationalisée en 1946, et intègre le Groupe d'Auchel. La production étant jugée trop faible, la fosse no 3 est fermée en 1950, en même temps que la fosse no 2 - 2 bis, et les puits sont remblayés.

### Reconversion
Au début du XXIe siècle, Charbonnages de France matérialise la tête du puits no 3. Le BRGM y effectue des inspections chaque année. Les seuls vestiges du carreau de fosse sont le bâtiment comprenant la machine d'extraction et la salle des pendus. Une entreprise occupe le site.

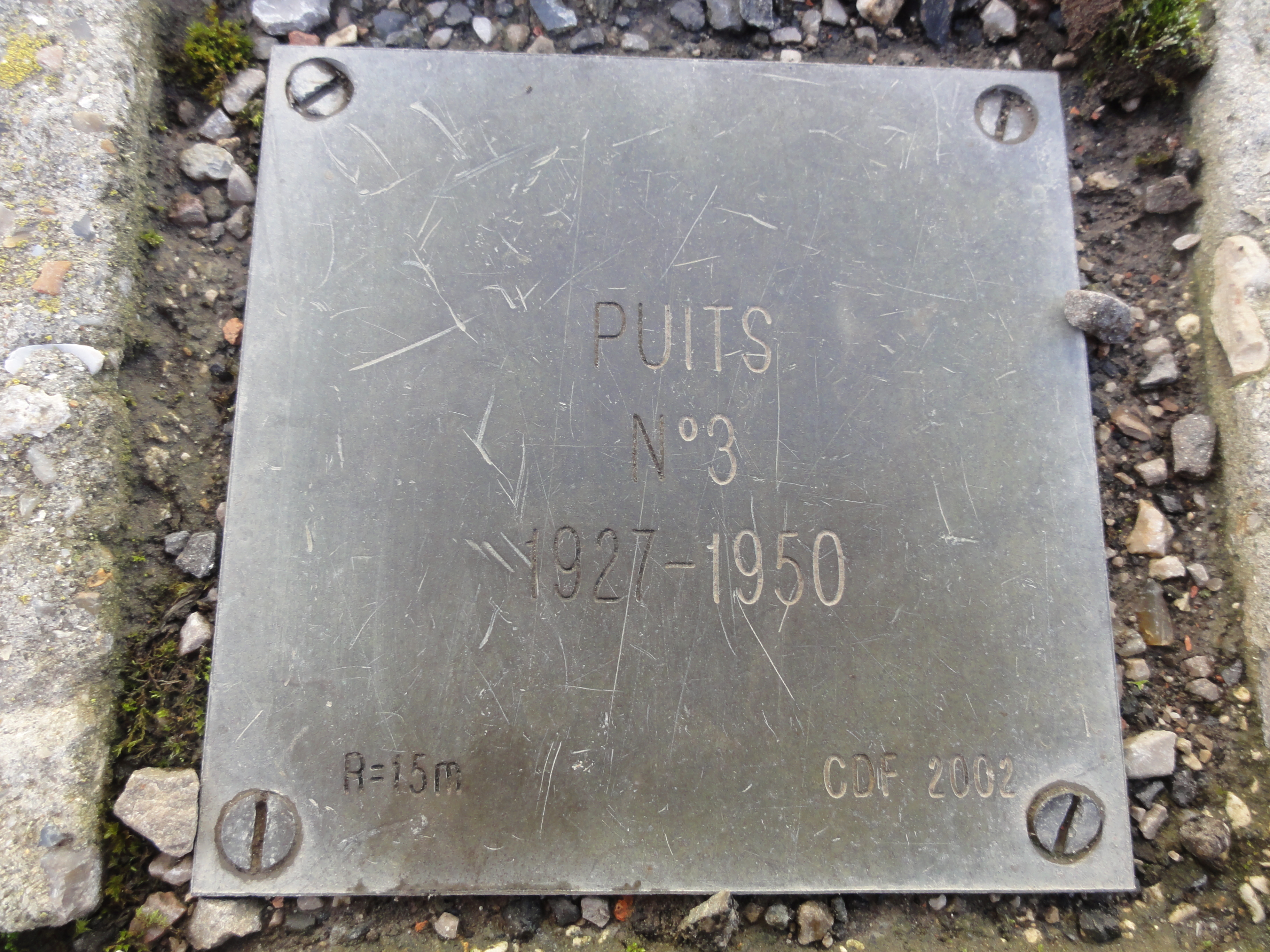
« Puits no 3, 1927-1950 ».
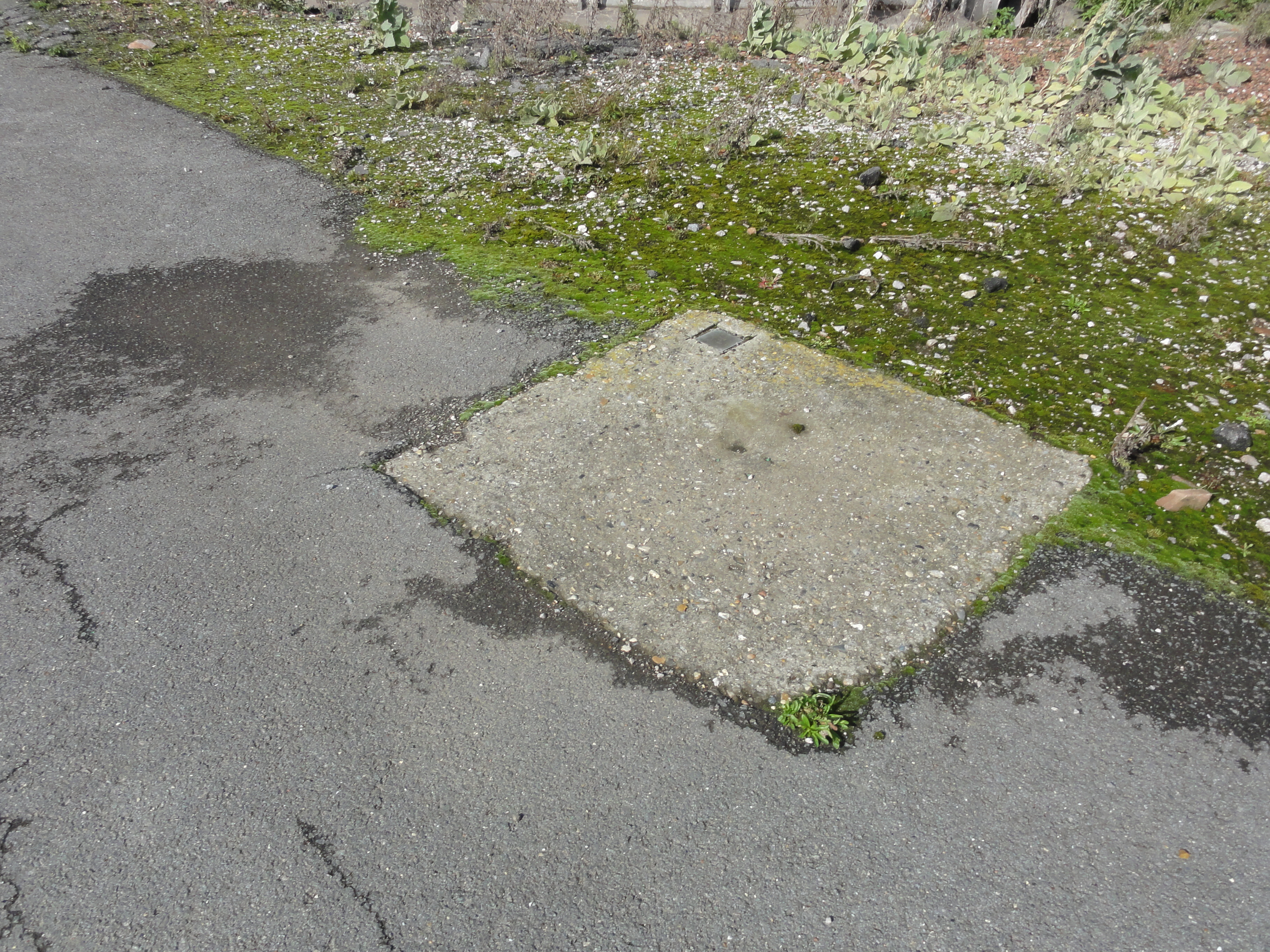
La tête de puits matérialisée, sans plaque d'égout.
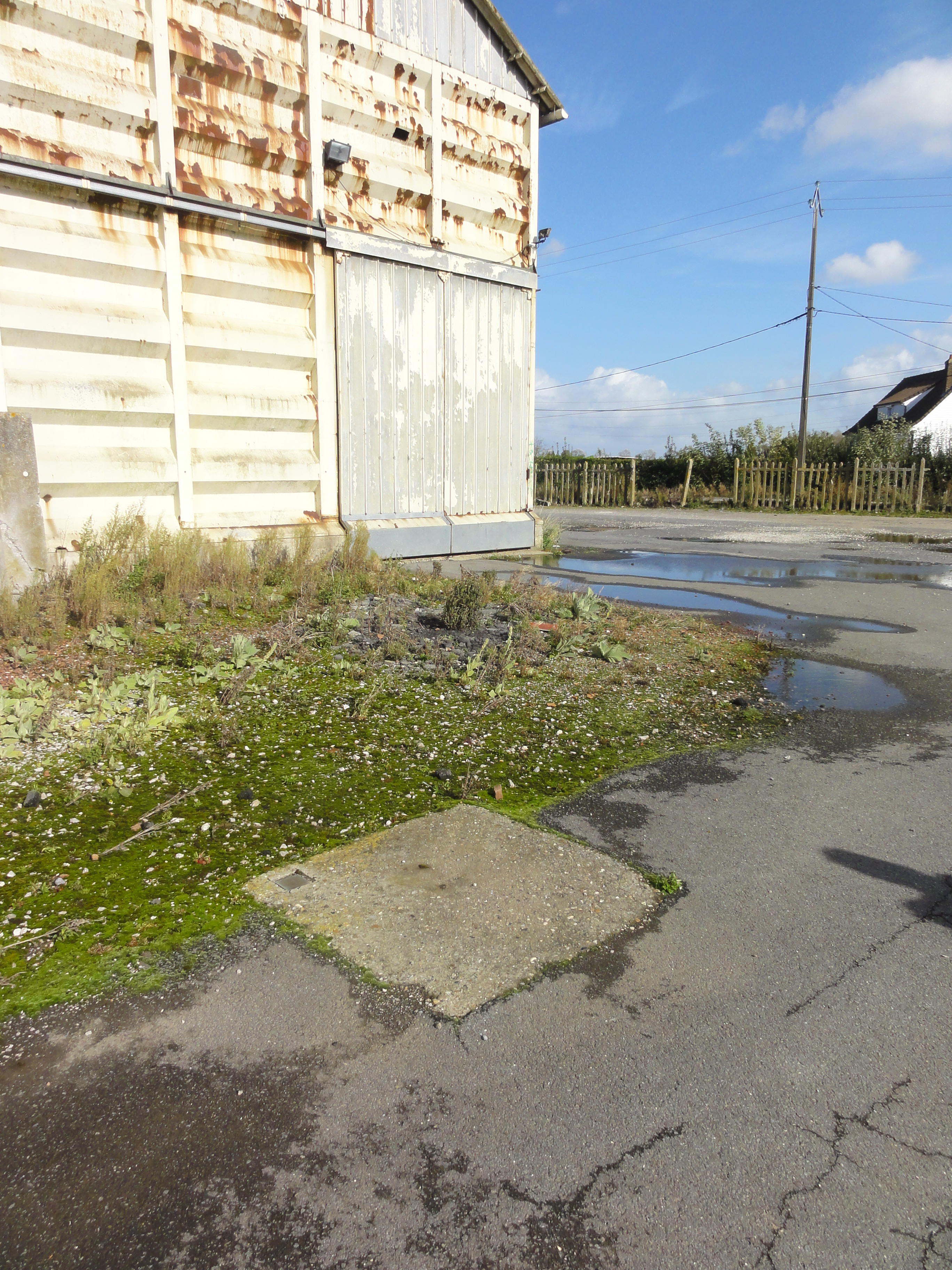
Le puits dans son environnement.
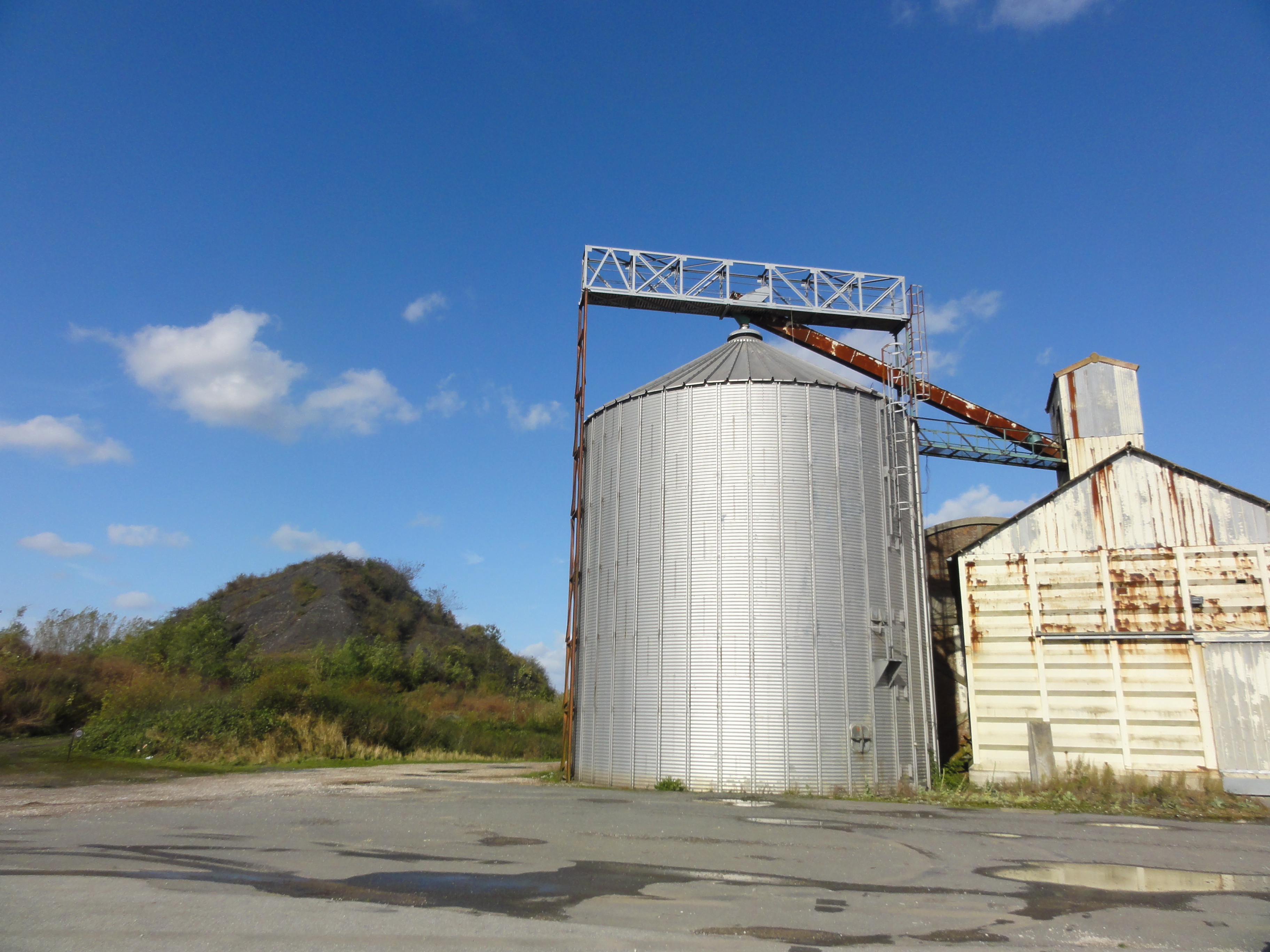
Le puits dans son environnement.
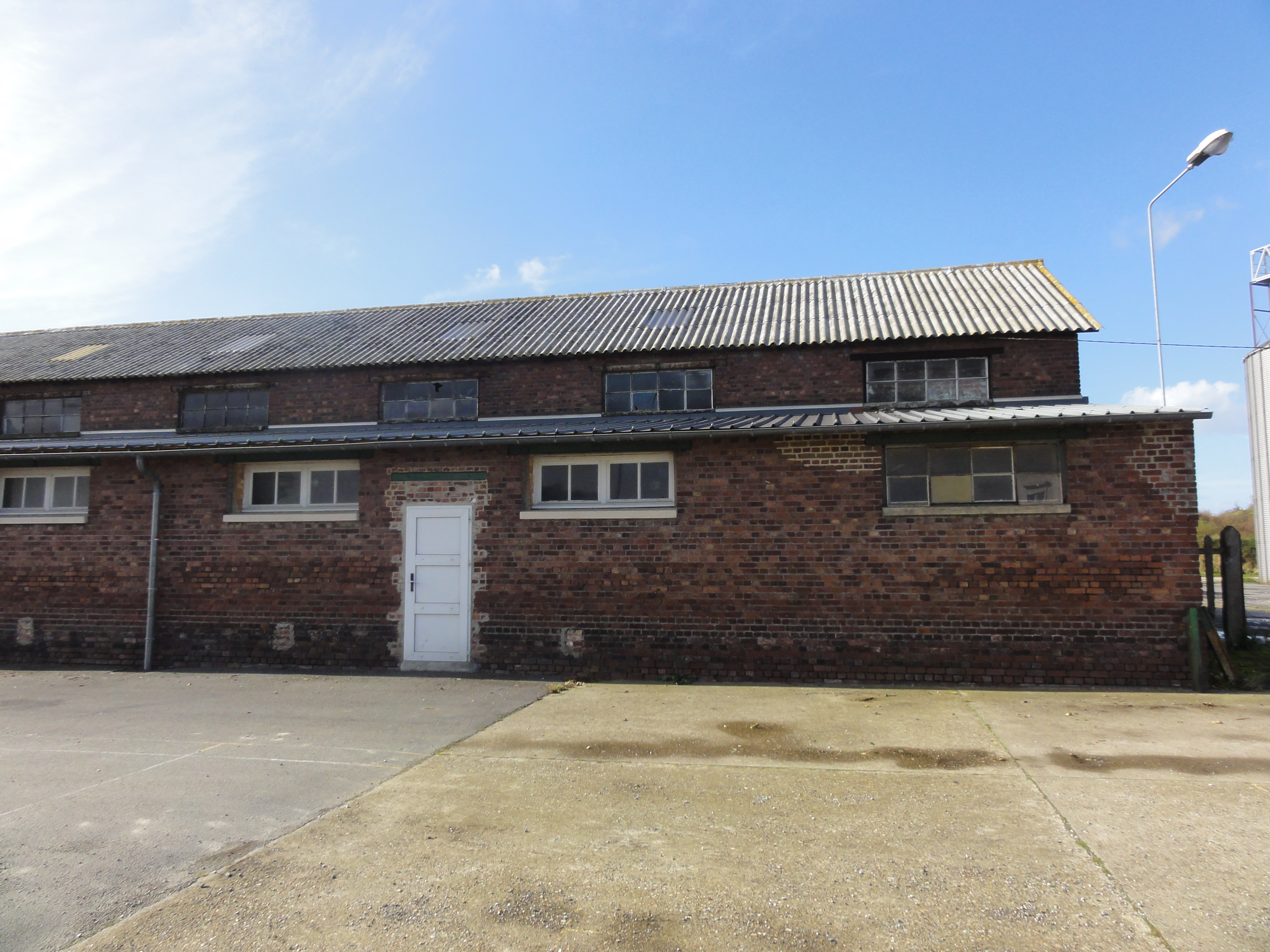
Les bains-douches.
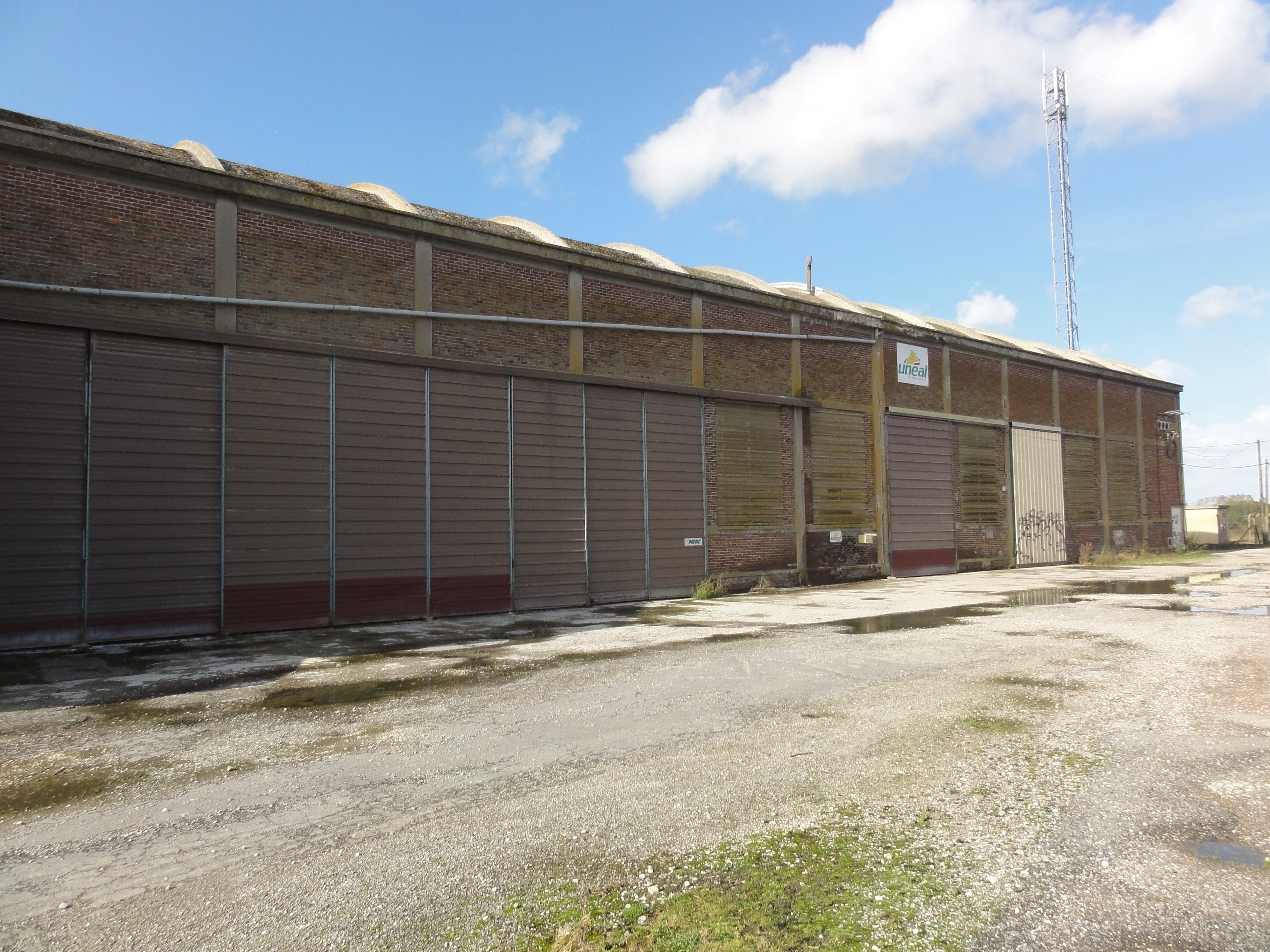
Le bâtiment de la machine d'extraction.

## Le terril
50° 33′ 23″ N, 2° 21′ 24″ E

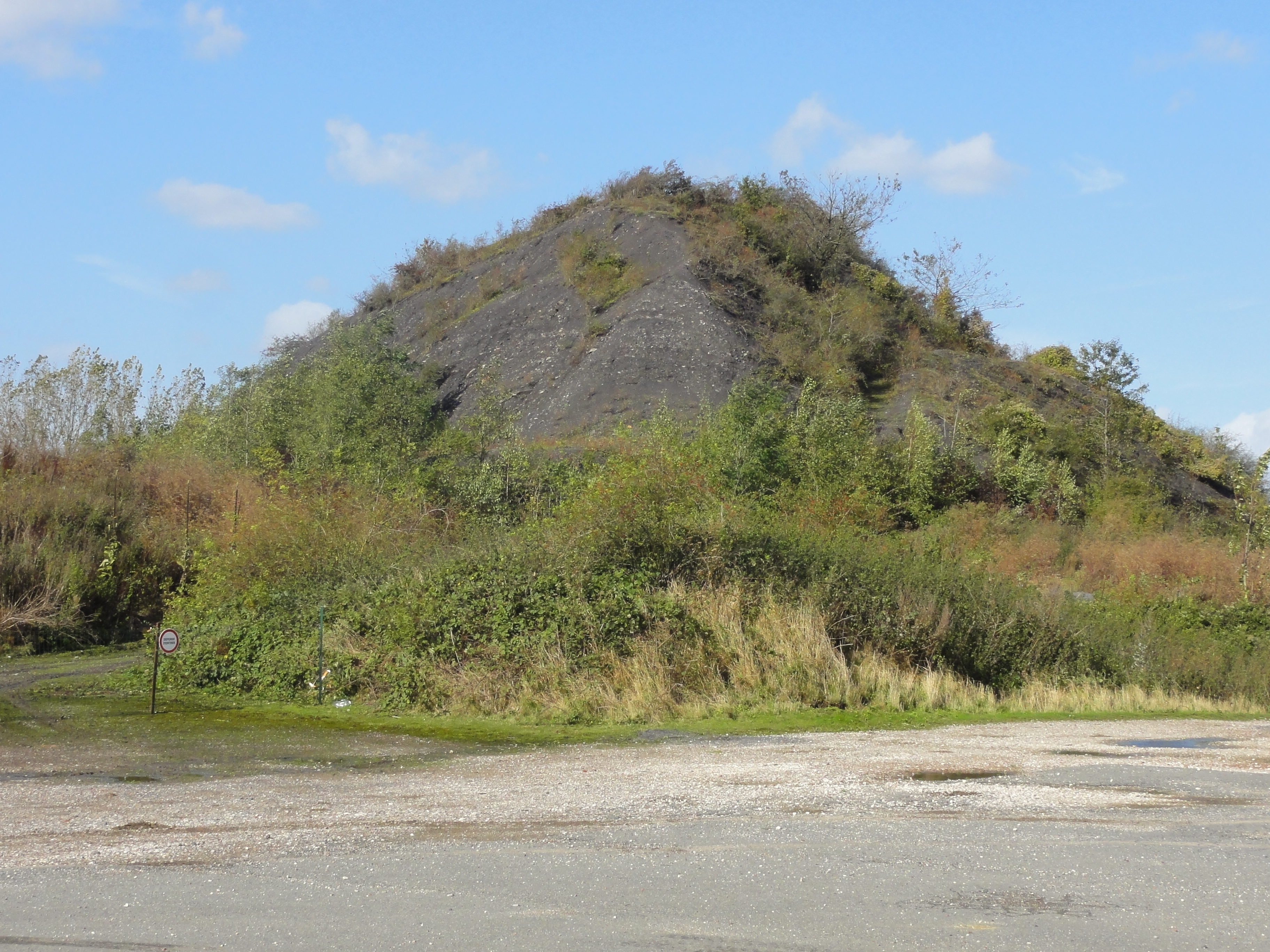
Le terril 3 de Ligny.

Le terril no 34, 3 de Ligny, situé à Ligny-lès-Aire et Auchy-au-Bois, est le terril conique de la fosse no 3, productive de 1929 à 1950,. Il fait partie des 353 éléments répartis sur 109 sites qui ont été inscrits le 30 juin 2012 sur la liste du patrimoine mondial de l'Unesco. Il constitue le site no 106.

## La cité

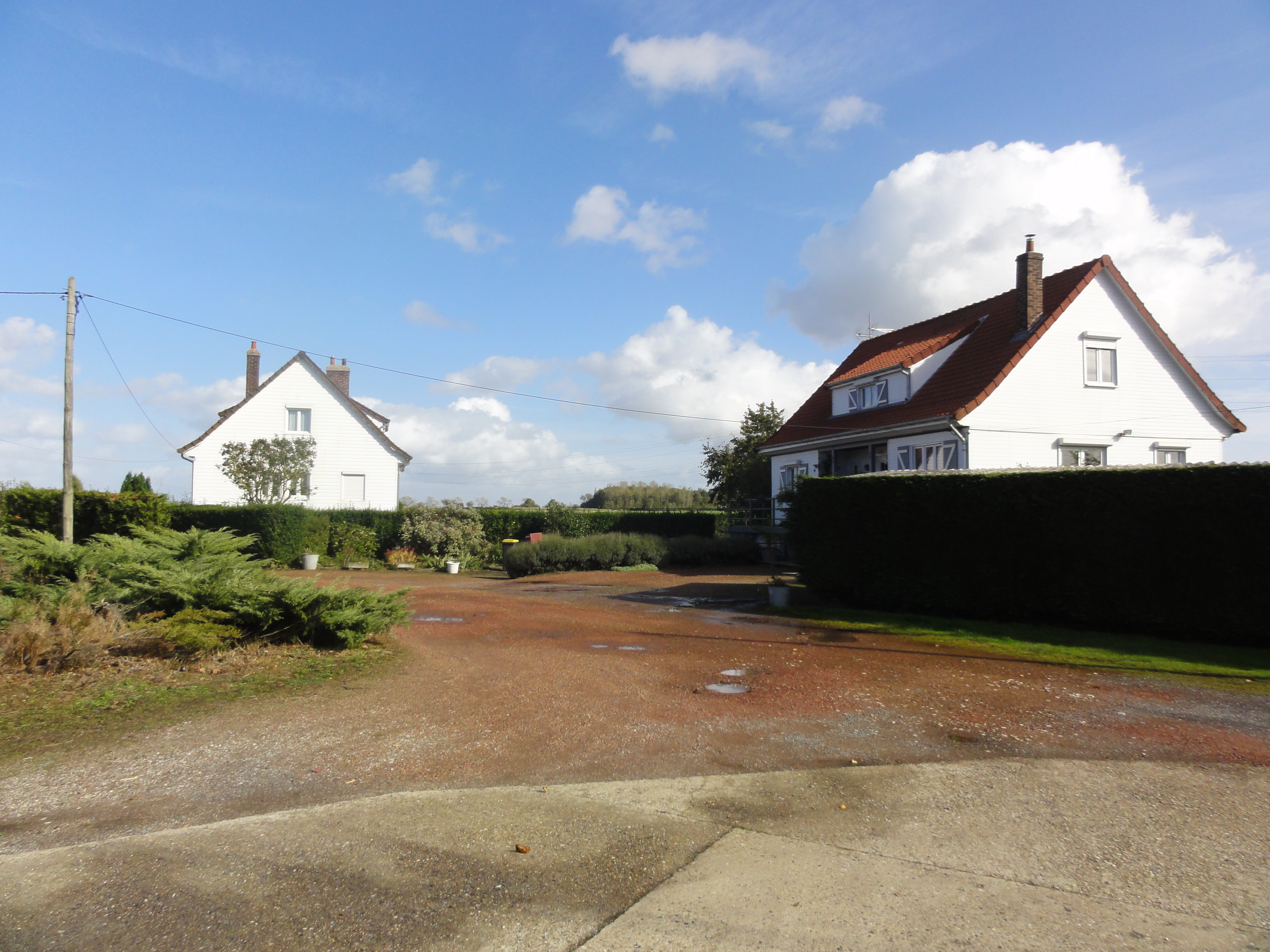
Les deux maisons.

Deux maisons ont été bâties après la Nationalisation près du carreau de fosse.